# اچ‌ام‌اس ناتال (۱۹۰۵)
اچ‌ام‌اس ناتال (۱۹۰۵) (به انگلیسی: HMS Natal (1905)) یک کشتی بود که طول آن ۵۰۵ فوت ۴ اینچ (۱۵۴٫۰ متر) بود. این کشتی در سال ۱۹۰۵ ساخته شد.